# 浜松市立伎倍小学校
浜松市立伎倍小学校（はままつしりつ きべしょうがっこう）は、静岡県浜松市浜名区貴布祢にある公立小学校。

## 歴史
- 1991年（平成3年）
  - 4月1日 - 浜北市（当時）で11番目の小学校[1]として、浜北市立伎倍小学校開校。
  - 12月6日 - 校歌制定（作詞:木俣陽吉、作曲:冨永忠男）。
- 1997年（平成9年）3月11日 - ホームページ開設。
- 1998年（平成10年）
  - 3月2日 - 遊具広場に「ターザンロープ」設置。
  - 8月7日 - 空調設備工事完了。
- 2000年（平成12年）11月21日 - 開校10周年記念活動実施。
- 2005年（平成17年）
  - 7月1日 - 市町村合併により、浜松市立伎倍小学校と改称。
  - 日付不明 - 開校15周年記念活動実施。
- 2006年（平成18年）- 発達支援学級（情緒）設置。
- 2010年（平成22年） - 開校20周年記念活動実施。
- 2020年（令和2年）10月14日 - 開校30周年記念式典挙行し、記念行事開催[1]。

## 通学区域と進学先中学校
出典

### 通学区域
- 浜名区
  - 新原（2864番地15号）
  - 沼（貴布祢第1・6・7町内会）
  - 小林（小林下・貴布祢第5町内会）
  - 貴布祢（貴布祢第1～第7・社宅・小林下町内会）
  - 小松（小林下・貴布祢第5町内会）

### 進学先中学校
- 浜松市立北浜中学校

## アクセス
- 遠州鉄道鉄道線美薗中央公園駅から、徒歩約725m・約11分。
- 浜北コミュニティバス北浜麁玉線西コースで、「プレ葉ウォーク浜北東」バス停か、「小林市営団地北」バス停から徒歩。
  - 遠州鉄道鉄道線浜北駅から、上述のコミュニティバスで、上述のバス停下車後、徒歩。
  - なお、浜北コミュニティバス北浜麁玉線西コースは、9時台と16時台のみで、かつ水曜と土曜のみの運行。また、美薗中央公園駅の近くには、「美薗中央公園入口」バス停があるが、美薗中央公園駅からは徒歩移動が早い。

## 学校周辺
- いりのくち公園 - 浜松市道をはさんで、敷地が隣接。
- 子育てセンターきぶね（幼稚園）
- 小林下運動広場公園
- 自徳院
- 長泉院
- 貴布祢ふれあい公園
- プレ葉ウォーク浜北